# حسين زياد
حسين زياد ( 1 يناير 1985- ) لاعب كرة قدم أردني كان يلعب في صفوف النادي الفيصلي الأردني، وحاليا يلعب مع نادي ذات الراس في مركز الوسط ويحمل رقم 33 .

## انتقالات اللاعب
| التاريخ   | النوع        | نقل من        | نقل الى       |
| --------- | ------------ | ------------- | ------------- |
| 2017/1/29 | إنتقال       | شباب الأردن   | ذات راس       |
| 2016/7/23 | إنتقال       | سحاب          | شباب الأردن   |
| 2015/7/22 | إنتقال       | الفيصلي       | سحاب          |
| 2012/5/4  | إنتهاء إعارة | منشية بني حسن | الفيصلي       |
| 2011/8/1  | إعارة        | الفيصلي       | منشية بني حسن |
| 2011/2/5  | إنتقال       | منشية بني حسن | الفيصلي       |
| 2011/1/27 | إعارة        | الفيصلي       | منشية بني حسن |